# Hadopyrgus
Hadopyrgus is een geslacht van weekdieren uit de klasse van de Gastropoda (slakken).

## Soorten
- Hadopyrgus anops Climo, 1974
- Hadopyrgus brevis Climo, 1974
- Hadopyrgus dubius Haase, 2008
- Hadopyrgus expositus Haase, 1980
- Hadopyrgus ngataana Haase, 2008
- Hadopyrgus rawhiti Haase, 2008